# Tödliches Kommando – The Hurt Locker
Tödliches Kommando – The Hurt Locker ist ein US-amerikanisches Kriegsdrama aus dem Jahr 2008. Regie führte Kathryn Bigelow, das Drehbuch schrieb Mark Boal. Der Film lief am 13. August 2009 in den deutschen Kinos an. 2010 wurde er mit sechs Oscars ausgezeichnet, unter anderem als bester Film und für die beste Regie. Es ist der erste Regie-Oscar, der an eine Frau verliehen wurde.

## Handlung
Der Film beginnt mit dem Zitat „Der Rausch des Kampfes wird oft zu einer mächtigen und tödlichen Sucht. Denn Krieg ist eine Droge“ (original “The rush of battle is a potent and often lethal addiction, for war is a drug”) von Chris Hedges, Kriegskorrespondent und Journalist der New York Times.
Irak 2004, zu einem frühen Zeitpunkt der Besetzung des Irak: Ein Team des Explosive Ordnance Disposal (EOD) der US-Armee verliert seinen Vorgesetzten, Sergeant Thompson, bei der Räumung einer getarnten Bombe. Der kampferprobte und ruppige Sergeant James soll ihn ersetzen. James, der zuvor in Afghanistan im Einsatz war, ist völlig anders als sein fürsorglicher Vorgänger, und so kommt es während der ersten Einsätze bald zu Spannungen im Team. Sergeant James beweist sich als waghalsiger Draufgänger, der nicht viel davon hält, mit seinem Team zu kommunizieren. Sergeant Sanborn und Specialist Eldridge zweifeln bald, ob sie mit James als Teamleiter die wenigen Tage bis zur Heimreise überleben.
Während der Beseitigung von entschärften Bomben ziehen sie sogar den Mord an ihrem Vorgesetzten in Betracht. Sanborn zögert, James bemerkt nichts. Kurz darauf gerät das Team in ein Feuergefecht mit Aufständischen. Unter widrigen Bedingungen verteidigen sich die Männer erfolgreich. Diese Erfahrung scheint die Stimmung im Team völlig zu verändern. Wieder in ihrer Basis, betrinken sie sich zusammen und James offenbart seinen Männern einiges aus seinem Leben. Er ist Vater eines Sohnes und lebt auch noch mit der Mutter des Kindes zusammen, fühlt sich emotional aber wie von ihr geschieden. Außerdem entdecken seine Kameraden eine Kiste unter seinem Bett, die all das enthält „was ihn beinahe umgebracht hätte“. Neben diversen Teilen entschärfter Bomben befindet sich darin auch sein Ehering.
Bei einem Einsatz dringt das Team in ein verlassenes Versteck von Terroristen ein. Dort finden sie den präparierten Leichnam eines Jungen, den James zu kennen glaubt. Seiner Meinung nach handelt es sich um einen DVD-Händler, Spitzname „Beckham“, mit dem James sich angefreundet hatte. Dem Jungen wurde Sprengstoff implantiert. Das normale Vorgehen wäre, die Bombe durch eine Sprengladung zu vernichten, aber James entscheidet sich, die Bombe zu entschärfen. Er ermöglicht dem Jungen somit ein würdiges Begräbnis. Bei dem Einsatz wird das Team von einem Psychologen im Rang eines Lieutenant Colonels begleitet, der Eldridge beweisen möchte, dass er wie jeder Soldat im Einsatz seinen Mann stehen kann. Er versucht, einige Araber zu vertreiben, die dort mit einem Eselskarren Steine abtransportieren. Er spricht die Araber freundlich an, schüttelt ihnen die Hand, beantwortet Fragen nach seiner Herkunft und komplimentiert die Männer äußerst höflich aus der Gefahrenzone. Die Gruppe will bereits abfahren. Bis auf den Lieutenant Colonel sitzen schon alle im Humvee. Als dieser noch den Arabern nachwinkt, wird er von einer Sprengfalle zerfetzt, die dort vermutlich von den Arabern platziert wurde. Eldridge findet nur seinen Helm.
James möchte den Tod des Jungen aufklären und versucht, Informationen von einem Mann zu erpressen, der den Jungen kannte. Dieser führt ihn aber auf eine falsche Fährte und verschwindet. Noch in derselben Nacht wird das Team zu einem Einsatz gerufen. Die Männer sollen den Grund für die Explosion eines Tanklastwagens untersuchen. Entgegen den Vorschriften versucht James auf eigene Faust, die Bombenleger, die er in der Nähe vermutet, zu fassen. Dabei kommt es zu einem Feuergefecht und Eldridge wird von den Terroristen verschleppt. Bei der folgenden Befreiung Eldridges, durch James und Sanborn, wird er am Oberschenkel verletzt. Er verlässt den Irak, um zu Hause behandelt zu werden.
Die letzten Tage und einen letzten Einsatz muss das Team nun zu zweit bestreiten: Ein irakischer Mann wurde an eine Bombe gekettet. Den Männern gelingt es nicht, sie rechtzeitig zu entschärfen, und sie müssen den Mann zurücklassen. Auf dem Rückweg bricht Sanborn im Auto zusammen. Er erklärt, dass er dem Druck seiner Aufgabe nicht mehr gewachsen sei. Wieder zu Hause werde er versuchen, eine Familie zu gründen, so Sanborn. Er will von James wissen, wie er diese Belastung aushält, zumal das Bombenentschärfen nach Sanborns Meinung ein ständiges Glücksspiel um Leben und Tod sei.
Nach ihrer Heimkehr sieht man James beim Versuch, seinen alltäglichen Aufgaben nachzukommen. Es scheint, dass er sich nicht in die zivile Welt einfügen kann. In Gedanken ist er immer noch im Irak. Eines Abends erklärt er seinem zweijährigen Sohn, dass es für ihn nur noch eine Sache gebe, „die er wirklich liebe“. In der nächsten Szene sieht man James zurück im Irak; er hat sich für ein weiteres Jahr verpflichtet.

## Titel
Der Originaltitel Hurt Locker kann vielfältig übersetzt werden; es handelt sich um Slang. Einer Filmkritik nach bezeichnet Hurt Locker im Soldatenjargon einen „Ort, an dem der Schmerz weggesperrt wird“. Hurt bedeutet hier: seelischer Schmerz, Locker ist ein Spind, manchmal aber auch eine Kiste, an Stelle eines Spindes, in welcher ein Soldat alle seine Bekleidungsstücke, Ausrüstungsgegenstände und privaten Habseligkeiten aufbewahrt. Die Betonung beim Aussprechen liegt dabei auf Hurt. Es kann verstanden werden als „jemand, der seinen seelischen Schmerz weggesperrt hat“.

## Kritiken
„Ein großangelegter, grimmig-spannungsgeladener Kriegsfilm […Kathryn Bigelow] macht aus der Kunst des Actionfilms so etwas wie visuelle Poesie für die Eingeweide.“

„Ein Film wie ein Faustschlag. Durch seinen dokumentarischen Stil erzeugt der Streifen eine physische Wucht, die jeden Zuschauer in den Sessel drückt.“

„So realistisch und brutal wie Black Hawk Down.“

„Ein eindrucksvolles Comeback für die seit Mitte der 90er nicht gerade vom Glück verfolgte Regisseurin ist Tödliches Kommando geworden, eines, das zeigt, dass man Kathryn Bigelow nach wie vor zu den größten Hoffnungen des amerikanischen Genrekinos zählen darf. Allerdings ein Comeback, das eher am Rande als in der Mitte der Industrie stattfindet. Der Form nach ist das, was Bigelow abliefert, dennoch Hollywoodkino und zwar im besten Sinne klassisches.“

## Auszeichnungen
| \| grau hinterlegte Zeilen \| | = nicht gewonnen, nur nominiert. |
| grau hinterlegte Zeilen       |                                  |

| Auszeichnung                                | Datum             | Kategorie                             | Empfänger und Kandidaten                                   |
| ------------------------------------------- | ----------------- | ------------------------------------- | ---------------------------------------------------------- |
| Academy Award (Oscar)                       | 7. März 2010      | Bester Film                           | Kathryn Bigelow, Mark Boal, Greg Shapiro, Nicolas Chartier |
| Academy Award (Oscar)                       | 7. März 2010      | Beste Regie                           | Kathryn Bigelow                                            |
| Academy Award (Oscar)                       | 7. März 2010      | Bestes Originaldrehbuch               | Mark Boal                                                  |
| Academy Award (Oscar)                       | 7. März 2010      | Bester Hauptdarsteller                | Jeremy Renner                                              |
| Academy Award (Oscar)                       | 7. März 2010      | Beste Kamera                          | Barry Ackroyd                                              |
| Academy Award (Oscar)                       | 7. März 2010      | Bester Schnitt                        | Chris Innis, Bob Murawski                                  |
| Academy Award (Oscar)                       | 7. März 2010      | Beste Filmmusik                       | Marco Beltrami, Buck Sanders                               |
| Academy Award (Oscar)                       | 7. März 2010      | Bester Ton                            | Paul N.J. Ottosson, Ray Beckett                            |
| Academy Award (Oscar)                       | 7. März 2010      | Bester Tonschnitt                     | Paul N.J. Ottosson                                         |
| American Cinema Editors                     | 14. Februar 2010  | Bester Filmschnitt                    | Chris Innis, Bob Murawski                                  |
| ASC Awards                                  | 27. Februar 2010  | Beste technische Leistung             | Barry Ackroyd                                              |
| Black Reel Award                            | 13. Februar 2010  | Bester Nebendarsteller                | Anthony Mackie                                             |
| British Academy Film Awards                 | 21. Februar 2010  | Bester Film                           | Kathryn Bigelow, Mark Boal, Greg Shapiro, Nicolas Chartier |
| British Academy Film Awards                 | 21. Februar 2010  | Beste Regie                           | Kathryn Bigelow                                            |
| British Academy Film Awards                 | 21. Februar 2010  | Bestes Original-Drehbuch              | Mark Boal                                                  |
| British Academy Film Awards                 | 21. Februar 2010  | Bester Hauptdarsteller                | Jeremy Renner                                              |
| British Academy Film Awards                 | 21. Februar 2010  | Beste Kamera                          | Barry Ackroyd                                              |
| British Academy Film Awards                 | 21. Februar 2010  | Bester Schnitt                        | Chris Innis, Bob Murawski                                  |
| British Academy Film Awards                 | 21. Februar 2010  | Bester Ton                            | Ray Beckett, Paul N. J. Ottosson, Craig Stauffer           |
| British Academy Film Awards                 | 21. Februar 2010  | Beste visuelle Effekte                | Richard Stutsman                                           |
| British Independent Film Awards             | 6. Dezember 2010  | Bester ausländischer Independentfilm  | The Hurt Locker                                            |
| Broadcast Film Critics                      | 15. Januar 2010   | Bester Film                           | The Hurt Locker                                            |
| Broadcast Film Critics                      | 15. Januar 2010   | Beste Regie                           | Kathryn Bigelow                                            |
| Broadcast Film Critics                      | 15. Januar 2010   | Bestes Original-Drehbuch              | Mark Boal                                                  |
| Broadcast Film Critics                      | 15. Januar 2010   | Bester Hauptdarsteller                | Jeremy Renner                                              |
| Broadcast Film Critics                      | 15. Januar 2010   | Beste Kamera                          | Barry Ackroyd                                              |
| Broadcast Film Critics                      | 15. Januar 2010   | Bester Schnitt                        | Chris Innis, Bob Murawski                                  |
| Broadcast Film Critics                      | 15. Januar 2010   | Bester Ton                            | Ray Beckett, Paul Ottosson                                 |
| Broadcast Film Critics                      | 15. Januar 2010   | Bester Actionfilm                     | The Hurt Locker                                            |
| Chicago Film Critics Association            | 21. Dezember 2009 | Bester Film                           | The Hurt Locker                                            |
| Chicago Film Critics Association            | 21. Dezember 2009 | Beste Regie                           | Kathryn Bigelow                                            |
| Chicago Film Critics Association            | 21. Dezember 2009 | Bestes Original-Drehbuch              | Mark Boal                                                  |
| Chicago Film Critics Association            | 21. Dezember 2009 | Bester Hauptdarsteller                | Jeremy Renner                                              |
| Chicago Film Critics Association            | 21. Dezember 2009 | Beste Kamera                          | Barry Ackroyd                                              |
| Chlotrudis Awards                           | 21. März 2010     | Bester Kinofilm                       | The Hurt Locker                                            |
| Chlotrudis Awards                           | 21. März 2010     | Bester Hauptdarsteller                | Jeremy Renner                                              |
| Chlotrudis Awards                           | 21. März 2010     | Bester Nebendarsteller                | Anthony Mackie                                             |
| Chlotrudis Awards                           | 21. März 2010     | Bestes Original-Drehbuch              | Mark Boal                                                  |
| Directors Guild of America                  | 30. Januar 2010   | Beste Regie                           | Kathryn Bigelow                                            |
| Empire Awards                               | 28. März 2010     | Bester Film                           | The Hurt Locker                                            |
| Empire Awards                               | 28. März 2010     | Beste Regie                           | Kathryn Bigelow                                            |
| Empire Awards                               | 28. März 2010     | Bester Thriller                       | The Hurt Locker                                            |
| Evening Standard British Film Awards        | 8. Februar 2010   | Beste technische Leistung             | Barry Ackroyd                                              |
| Golden Frog                                 | 29. November 2008 | Beste Kamera                          | Barry Ackroyd                                              |
| Golden Globe Awards                         | 17. Januar 2010   | Beste Regie                           | Kathryn Bigelow                                            |
| Golden Globe Awards                         | 17. Januar 2010   | Bester Film – Drama                   | The Hurt Locker                                            |
| Golden Globe Awards                         | 17. Januar 2010   | Bestes Drehbuch                       | Mark Boal                                                  |
| Gotham Independent Film Awards              | 30. November 2009 | Bester Film                           | The Hurt Locker                                            |
| Gotham Independent Film Awards              | 30. November 2009 | Bestes Schauspielensemble             | The Hurt Locker                                            |
| Gotham Independent Film Awards              | 30. November 2009 | Breakthrough Actor Award              | Jeremy Renner                                              |
| Image Award                                 | 26. Februar 2010  | Bester Nebendarsteller                | Anthony Mackie                                             |
| Independent Spirit Awards                   | 21. Februar 2009  | Bester Hauptdarsteller                | Jeremy Renner                                              |
| Independent Spirit Awards                   | 21. Februar 2009  | Bester Nebendarsteller                | Anthony Mackie                                             |
| Internationale Filmfestspiele von Venedig   | 27. August 2008   | Goldener Löwe                         | The Hurt Locker                                            |
| Internationale Filmfestspiele von Venedig   | 27. August 2008   | Gucci Group Award 2009                | Mark Boal                                                  |
| Internationale Filmfestspiele von Venedig   | 27. August 2008   | SIGNIS Award                          | The Hurt Locker                                            |
| Internationale Filmfestspiele von Venedig   | 27. August 2008   | La Navicella – Venezia Cinema Award   | The Hurt Locker                                            |
| Internationale Filmfestspiele von Venedig   | 27. August 2008   | Human Rights Film Network Award       | The Hurt Locker                                            |
| Los Angeles Film Critics Association Awards | 14. Dezember 2009 | Bester Film                           | The Hurt Locker                                            |
| Los Angeles Film Critics Association Awards | 14. Dezember 2009 | Beste Regie                           | Kathryn Bigelow                                            |
| National Board of Review                    | 12. Januar 2010   | Bester Nachwuchsdarsteller            | Jeremy Renner                                              |
| National Society of Film Critics Awards     | 3. Januar 2010    | Bester Film                           | The Hurt Locker                                            |
| National Society of Film Critics Awards     | 3. Januar 2010    | Beste Regie                           | Kathryn Bigelow                                            |
| National Society of Film Critics Awards     | 3. Januar 2010    | Bester Hauptdarsteller                | Jeremy Renner                                              |
| National Society of Film Critics Awards     | 3. Januar 2010    | Beste Kamera                          | Barry Ackroyd                                              |
| New York Film Critics                       | 14. Dezember 2009 | Bester Film                           | The Hurt Locker                                            |
| New York Film Critics                       | 14. Dezember 2009 | Beste Regie                           | Kathryn Bigelow                                            |
| Online Film Critics Society Awards          | 5. Januar 2010    | Bester Film                           | The Hurt Locker                                            |
| Online Film Critics Society Awards          | 5. Januar 2010    | Beste Regie                           | Kathryn Bigelow                                            |
| Online Film Critics Society Awards          | 5. Januar 2010    | Bestes Originaldrehbuch               | Mark Boal                                                  |
| Online Film Critics Society Awards          | 5. Januar 2010    | Bester Hauptdarsteller                | Jeremy Renner                                              |
| Online Film Critics Society Awards          | 5. Januar 2010    | Bester Nebendarsteller                | Anthony Mackie                                             |
| Online Film Critics Society Awards          | 5. Januar 2010    | Beste Kamera                          | Barry Ackroyd                                              |
| Online Film Critics Society Awards          | 5. Januar 2010    | Bester Schnitt                        | Chris Innis, Bob Murawski                                  |
| Satellite Awards                            | 20. Dezember 2009 | Bester Film (Drama)                   | The Hurt Locker                                            |
| Satellite Awards                            | 20. Dezember 2009 | Beste Regie                           | Kathryn Bigelow                                            |
| Satellite Awards                            | 20. Dezember 2009 | Bester Hauptdarsteller (Drama)        | Jeremy Renner                                              |
| Satellite Awards                            | 20. Dezember 2009 | Bestes Originaldrehbuch               | Mark Boal                                                  |
| Satellite Awards                            | 20. Dezember 2009 | Bester Schnitt                        | Chris Innis, Bob Murawski                                  |
| Saturn Awards                               | 24. Juni 2010     | Bester Action/Adventure/Thriller-Film | The Hurt Locker                                            |
| Saturn Awards                               | 24. Juni 2010     | Beste Regie                           | Kathryn Bigelow                                            |
| Screen Actors Guild Awards                  | 23. Januar 2010   | Bester Hauptdarsteller                | Jeremy Renner                                              |
| Screen Actors Guild Awards                  | 23. Januar 2010   | Bestes Schauspielensemble             | The Hurt Locker                                            |
| Toronto Film Critics Association Award      | 16. Dezember 2009 | Bester Film                           | The Hurt Locker                                            |
| Toronto Film Critics Association Award      | 16. Dezember 2009 | Beste Regie                           | Kathryn Bigelow                                            |
| Writers Guild of America                    | 20. Februar 2010  | Bestes Originaldrehbuch               | Mark Boal                                                  |

2016 belegte The Hurt Locker bei einer Umfrage der BBC zu den 100 bedeutendsten Filmen des 21. Jahrhunderts den 67. Platz. Eine weitere BBC-Umfrage unter 368 Filmexperten aus 84 Ländern wählte The Hurt Locker 2018 auf Platz 7 der besten Filme aller Zeiten, bei denen eine Frau Regie geführt hat. 2020 wurde er in das National Film Registry aufgenommen.

## Hintergründe
Der Drehbuchautor Mark Boal ist freiberuflicher Journalist, der als sogenannter embedded Journalist mit einer amerikanischen Truppe im Irak war. In einem Interview sagte er, der Film solle der erste Film sein, der den Irakkrieg aus der Sicht der einfachen Soldaten zeige.
Die ersten Ankündigungen des Filmprojekts nannten u. a. Willem Dafoe, Colin Farrell und Charlize Theron als Beteiligte, die jedoch auf Mitarbeit verzichtet haben. Für die Regisseurin war der Film das erste Kinoprojekt seit dem an den Kinokassen gefloppten U-Boot-Drama K-19 – Showdown in der Tiefe (2002). Das Budget für die Produktion wird auf 11 Millionen US-Dollar geschätzt. Der Film spielte auf dem nordamerikanischen Markt bis Anfang 2010 nur 16,4 Millionen US-Dollar ein, was der Produzent Voltage Pictures auf illegales Filesharing zurückführte und daher 5000 Nutzer einer BitTorrent-Tauschbörse verklagte.
Die Dreharbeiten fanden zum größten Teil in Jordanien statt. Die in den USA spielenden Szenen mit Sgt. James und seiner Familie wurden in Vancouver gedreht. Die Weltpremiere des Films fand auf den am 27. August 2008 begonnenen 65. Internationalen Filmfestspiele von Venedig statt, an denen er als Wettbewerbsbeitrag teilnahm. Auf dem Seattle International Film Festival 2009 gewann Kathryn Bigelow für den Film den Regiepreis.

## Kontroversen
Im Vorfeld der Oscarverleihung 2010 sorgte einer der Produzenten des Films, Nicolas Chartier, mit seinem Verhalten für Aufsehen. So soll er Mitgliedern der Academy of Motion Picture Arts and Sciences E-Mails geschickt haben, in denen er die Wahlberechtigten ersuchte, doch für The Hurt Locker zu stimmen und nicht für einen 500-Millionen-Dollar-Film – wie er es nannte. Gemeint war Avatar – Aufbruch nach Pandora, der ebenfalls als Favorit ins Oscar-Rennen ging. Als Konsequenz für den sehr aggressiven Stimmenfang wurde Chartier von der Oscarverleihung ausgeladen und sein Erscheinen untersagt.
Kurz vor der Oscarverleihung meldete sich Jeffrey Sarver, ehemaliger Warrant Officer der United States Army zu Wort, der hinter der fiktiven Handlung von The Hurt Locker seine eigene Geschichte vermutete. Der frei erfundene Charakter des Will James soll auf ihm basieren. Auch der Titel The Hurt Locker soll von Sarver stammen. Geld habe der ehemalige Soldat von den Filmproduzenten bis heute nicht erhalten. Nach Sarvers These soll Mark Boal, der einst Sarvers Einheit im Irak als Journalist begleitet hatte, die Informationen ohne sein Einverständnis verwendet haben. Die Produzenten behaupteten daraufhin, dass die Handlung fiktiv sei und mit Sarver nicht das Geringste zu tun habe. Im anschließenden Gerichtsverfahren wurde die Klage abgewiesen und Sarver zur Zahlung der Anwaltsgebühren der Beklagten in Höhe von 187.000 US-Dollar verurteilt.